# COVID-19-Pandemie in St. Lucia
Die COVID-19-Pandemie in St. Lucia tritt als regionales Teilgeschehen des weltweiten Ausbruchs der Atemwegserkrankung COVID-19 auf und beruht auf Infektionen mit dem Ende 2019 neu aufgetretenen Virus SARS-CoV-2 aus der Familie der Coronaviren. Die COVID-19-Pandemie breitet sich seit Dezember 2019 von China ausgehend aus. Ab dem 11. März 2020 stufte die Weltgesundheitsorganisation (WHO) das Ausbruchsgeschehen des neuartigen Coronavirus als Pandemie ein.

## Verlauf und Maßnahmen
Am 13. März 2020 wurde die erste COVID-19-Erkrankung in St. Lucia bestätigt. Im WHO-Situationsbericht tauchte dieser Fall erstmals am 16. März 2020 auf.
Am 20. März 2020 kündigte Premierminister Allen Chastanet an, dass St. Lucia vom 23. März bis 5. April Maßnahmen zur sozialen Distanzierung ergreifen werde, einschließlich der Aussetzung nicht wesentlicher Geschäftstätigkeiten. Die Regierung verhängte auch eine tägliche Ausgangssperre von 23 Uhr bis 5 Uhr morgens. Am 29. März verlängerte der Premierminister die Schließungen bis zum 14. April und die Ausgangssperre von 20 Uhr bis 5 Uhr morgens.
Am 23. März 2020 erklärte die Regierung von St. Lucia den Ausnahmezustand und kündigte die Schließung der Flughäfen des Landes für eingehende Passagierflüge bis zum 5. April an.
Am 27. März 2020 begann das Gesundheitsministerium mit lokalen Tests auf COVID-19 und meldete am 29. März den ersten Fall einer lokalen Übertragung unter sechs neuen bestätigten Fällen. Das Ministerium berichtete auch, dass 300 Personen unter beaufsichtigter Quarantäne standen.
Am 31. März 2020 kündigte der Premierminister eine 24-stündige Ausgangssperre an, bei der alle Personen vom 1. April bis zum 7. April um 5 Uhr morgens an ihren Wohnort verbleiben sollen. Zum Zeitpunkt der Ankündigung befanden sich die Einwohner bereits unter einer zeitweisen Ausgangssperre, was bedeutete, dass sie keine Vorkehrungen für die neue Ausgangssperre treffen konnten.
Am 1. April 2020 kündigte der Premierminister an, dass kleine Supermärkte und Bäckereien für eine begrenzte Zeit geöffnet sein dürfen, damit die Menschen Waren kaufen können. Am 2. April standen die St. Lucianer in langen Schlangen vor den kurz eröffneten Läden an und ignorierten größtenteils die Forderungen des Premierministers, soziale Distanz zu wahren.
Am 5. April 2020 kündigte der Premierminister eine kleine Lockerung der Ausgangssperre vom 7. bis 13. April an. Wesentliche Unternehmen dürften von 7.00 bis 16.00 Uhr arbeiten, außer an den Feiertagen Karfreitag, Ostern und Ostermontag.
Am 12. April 2020 verlängerte die Regierung geltende Ausgangssperre und bestehende Verbote bis zum 26. April. Die Regierung fügte der Liste der Unternehmen, die ihre Geschäfte betreiben dürfen, Hardware- und Haushaltswarengeschäfte hinzu, damit sich die Bürger auf die Dürre- und Hurrikansaison vorbereiten können.
Bis zum 19. April 2020 wurden von der WHO 15 COVID-19-Erkrankungen in St. Lucia bestätigt.
Am 22. April 2020 wurde der vorerst letzte aktive Fall von COVID-19 in St. Lucia gesund. Das Land war damit vom 22. April 2020 bis zum 30. April 2020 eines der Länder, welches nach bestätigten Infektionen wieder frei von COVID-19 war.
Am 30. April wurden jedoch zwei neue Fälle von COVID-19 von der WHO bestätigt.

## Statistik
Die Fallzahlen entwickelten sich während der COVID-19-Pandemie in St. Lucia wie folgt:

### Infektionen

Bestätigte Infizierte in St. Lucia nach Daten der WHO. Oben kumuliert, unten Tageswerte

### Todesfälle

Bestätigte Todesfälle in St. Lucia nach Daten der WHO. Oben kumuliert, unten Tageswerte